# Константинопольский собор (536)
Константинопольский собор 536 года — поместный собор Православной церкви, осудивший лидеров антихалкидонитского движения бывшего патриарха Антиохийского Севира, бывшего митрополита Апамеи Петра и иеромонаха Зоору.

## Предыстория
В 535 году новый патриарх Константинопольский Анфим I вёл переговоры с лидером противников Халкидонского собора Севиром Антиохийским о возможном воссоединении сторонников и противников Халкидона. В это время папа римский Агапит I в начале 536 года прибыл в Константинополь и низложил Анфима. При этом главным обвинением в адрес Анфима был переход с одной кафедры (Трапезундской) на другую (Константинопольскую). Таким образом, обвинение являлось не догматической претензией, а канонической. Новым константинопольским патриархом стал Мина. В апреле 536 года папа Агапит скончался, но император Юстиниан продолжил его политику. Вскоре после этого Юстиниан отдал приказ новому патриарху созвать Собор для расследования дела Анфима.

## Ход Собора
В мае 536 года патриарх Мина созвал собор духовенства в Константинополе. Собор заседал в церкви Пресвятой Богородицы в районе Константинополя Халкопратия. В его работе приняли участие епископы и клирики из Италии, прибывшие вместе с папой Агапитом. Всего было проведено 5 заседаний: со 2 мая по 4 июня. Первое заседание прошло 2 мая (62 участника и 87 палестинских монахов в качестве свидетелей), второе заседание — 6 мая (64 участника и 87 палестинских монахов), третье заседание — 10 мая (77 участников и 91 монах), четвёртый — 21 мая (75 участников и 93 монаха) и пятое заседание — 4 июня (62 участника).
Догматических дискуссий на Соборе не состоялось. Большую часть времени работы Собора заняли поиски бывшего константинопольского патриарха Анфима. Однако найти его так и не удалось, поскольку он получил убежище во дворце императрицы Феодоры (симпатизировавшей «монофизитскому» движению).
Собор рассматривал жалобы, поступившие на бывшего патриарха Антиохийского Севира, бывшего митрополита Апамеи Петра и иеромонаха Зоору из Амиды. В итоге постановления Собора (одно от лица Собора, против Севира и Петра, другое от лица патриарха Мины, против Севира, Петра и Зооры) анафематствуют всех троих, однако без догматической определённости. Лишь в августе 536 года император Юстиниан в своём эдикте указал, что Анфим, Севир, Пётр и Зоора отступили от Халкидонского собора, были объявлены еретиками и им запрещалось жить в Константинополе. В сентябре 536 года в Иерусалиме состоялся поместный собор, который подтвердил решения Константинопольского собора.

## Последствия и значение
Как отмечает российский патролог и священник Валентин Асмус, обвинение в крайнем монофизитстве — евтихианстве — «имело самый общий характер и не достигало цели, так как умеренные антихалкидониты, которых возглавлял Севир, сами анафематствовали Евтихия». Константинопольский собор 536 года привёл к установлению 16 июля праздника в честь Халкидонского собора. В Греческих церквах совершается воскресный праздник в честь проведения Халкидонского собора (между 13 и 19 июля), в службе которого особо упоминается осуждение лидера антихалкидонитов Севира Антиохийского.
Традиция чиноприёма монофизитов в Православную церковь предписывает им анафематствовать Севира Антиохийского, которого не анафематствовали Вселенские соборы. По мнению Валентина Асмуса, это говорит о важном значении Поместного собора 536 года, который анафематствовал Севира.